# کولومبیان ماسیف
کولومبیان ماسیف (به اسپانیایی: Macizo Colombiano) یک کوه در کلمبیا است. کولومبیان ماسیف ۴٬۶۴۶ متر بالاتر از سطح دریا واقع شده‌است.